# Бьерке, Десире
Десире Бьерке Андерсен (норв. Desirée Bjerke Andersen, 22 марта 1971, Фредрикстад, Эстфолл) — норвежская скелетонистка, выступавшая за сборную Норвегии с 1997 года по 2010-й. Участница двух зимних Олимпийских игр, многократная призёрша национального первенства.

## Биография
Десире Бьерке родилась 22 марта 1971 года в городе Фредрикстад, провинция Эстфолл. Активно заниматься скелетоном начала в возрасте двадцати лет, в 1997 году прошла отбор в национальную сборную и стала принимать участие в крупнейших международных стартах, показывая довольно неплохие результаты. В частности, дебютировала на этапах Кубка мира, приехав на трассе немецкого Винтеберга седьмой. Однако закрепиться в основном составе команды надолго ей не удалось, и последующие три сезона она фигурировала только на мелких второстепенных турнирах. В январе 2000 года на домашнем кубковом этапе в Лиллехаммере была девятой, через год на этапе в Винтерберге пришла к финишу восемнадцатой. В 2003 году впервые побывала на чемпионате Европы, заняла на этих соревнованиях в швейцарском Санкт-Морице девятое место. Наибольшего успеха в Кубке мира добилась в январе 2004 года опять же в Лиллехаммере, где смогла добраться до шестой позиции женского зачёта.
В 2005 году, защитив звание чемпионки Норвегии, впервые поучаствовала в заездах взрослого чемпионата мира, на трассе канадского Калгари финишировала семнадцатой, тогда как на европейском первенстве в немецком Альтенберге была шестнадцатой. Благодаря череде удачных выступлений Бьерке удостоилась права защищать честь страны на зимних Олимпийских играх 2006 года в Турине, где впоследствии пришла к финишу девятой. На мировом первенстве 2007 года в Санкт-Морице заняла семнадцатое место, а на чемпионате Европы в немецком Кёнигсзее — двенадцатое. Через год на первенстве Европы в итальянской Чезане показала шестое время, кроме того, успешно выступала на этапах Кубка Америки, завоевав две серебряные медали и одну золотую. В 2009 году на чемпионате мира в американском Лейк-Плэсиде закрыла двадцатку сильнейших, также боролась за обладание Межконтинентальным кубком, но без особых успехов.
На европейском первенстве 2010 года в австрийском Иглсе замкнула десятку лучших скелетонисток. Ездила соревноваться на Олимпийские игры в Ванкувер, без проблем прошла квалификацию и планировала побороться здесь за медали, но в итоге вынуждена была довольствоваться семнадцатой позицией. Поскольку конкуренция в сборной на тот момент резко возросла, вскоре Десире Бьерке приняла решение завершить карьеру профессиональной спортсменки, уступив место молодым норвежским скелетонисткам.